# Hessea
Hessea é um género botânico pertencente à família amaryllidaceae.

## Espécies
| - Hessea zeyheri |

1. ↑  «Hessea — World Flora Online». www.worldfloraonline.org. Consultado em 19 de agosto de 2020